# Allium acutiflorum
Allium acutiflorum — вид трав'янистих рослин родини амарилісові (Amaryllidaceae), поширений на півдні Франції (у т. ч. Корсиці), на північному заході Італії, в Алжирі.

## Опис
Багаторічна рослина 30–50 см. Цибулина яйцеподібна. Стебло досить тонке, циліндричне, у листі до третини. Листки плоскі, шорсткі на краях. Рожеві квіти у досить щільному багатоквітковому кулястому зонтику.
Період цвітіння: травень — червень.

## Поширення
Поширений на півдні Франції (у т. ч. Корсиці), на північному заході Італії, в Алжирі.
Зростає переважно на невеликій висоті біля моря в піщаних та скелястих місцях.

## Загрози й охорона
Загрози цьому виду невідомі; однак населення є вразливим через сильну фрагментацію.
У Лігурії він захищений законом і є, щонайменше, в одній охоронній зоні.